# Charles Ghislain de Marnix
Charles Ghislain Marie graaf de Marnix (Liévin, 31 maart 1780 - Bornem, 6 mei 1832) was een politicus in onder andere het Verenigd Koninkrijk der Nederlanden. Hij is de stamvader van alle naamdragers tot heden.

## Leven en werk
De Marnix werd in 1780 op het kasteel Rollancourt geboren als zoon van Claude François Joseph de Marnix en Marie Ghislaine Ernestine Josephine de Cunchy. Hij trouwde in 1802 met Dorothée van der Gracht (1777-1865). Ze hadden zeven kinderen, onder wie vier zoons, die de stamvaders zijn van alle leden van de familie De Marnix en De Marnix de Sainte-Aldegonde tot op heden. De Marnix behoorde tot de familie de Marnix de Sainte-Aldegonde aan wie in 1590 adelbrieven werden verleend. Hij stamde af van de medestander van Willem van Oranje,  Filips van Marnix van Sint-Aldegonde (1540-1598).
In de Franse tijd werd hij burgemeester van Bornem, in deze hoedanigheid volgde hij in 1804 Barnabas Raparlier op, een mandaat dat hij uitoefende tot aan zijn dood. Tevens was hij in deze periode lid van de Algemene Raad voor het departement van de Twee Neten. Tijdens de verwarde periode die ontstond na het instorten van het Eerste Franse Keizerrijk en tot aan de organisatie van het Verenigd Koninkrijk der Nederlanden, werden de Zuidelijke Nederlanden door de geallieerde mogendheden bestuurd. Hiervoor richtten ze vanaf februari 1814 een voorlopige regering op. Op 15 augustus 1814 werd een volgende voorlopige regering, bestaande uit vijf 'commissarissen generaal', gevormd door de toekomstige koning Willem I. Daarnaast benoemde hij een Geheime Raad, bestaande uit zeven leden, onder wie Charles de Marnix.
In 1816 werd De Marnix opgenomen in de ridderschap van de provincie Antwerpen, met de titels van graaf en burggraaf, overdraagbaar bij eerstgeboorte. Van deze ridderschap was hij voorzitter van 1817 tot 1830. Tevens was hij van 1824 tot 1830 lid van de Eerste Kamer en opperjachtmeester voor de Zuidelijke Nederlanden.
De Marnix bleef een trouwe orangist en gaf geen steun aan de Belgische Revolutie van 1830. Hij vluchtte zelfs tijdelijk naar Nederland. Hij was pas 52 toen hij stierf. Zijn kinderen waren nog jong en verzoenden zich met België. Louis de Marnix werd senator, Charles de Marnix werd grootmaarschalk van het hof, diplomaat en senator.